# 普拉斯科大廈
普拉斯科大廈（波斯語：‎）為一棟位於伊朗首都德黑蘭的大廈。該大廈為1962年至1963年間伊朗最高的大樓，1963年後的20世紀期間為伊朗第二高及德黑蘭最高的建築物。該大樓為伊朗猶太裔商人Habib Elghanian於1962年所建，以其塑膠公司命名。普拉斯科大廈為住商混合大樓，低樓層則有大型購物商場。普拉斯科大廈於2017年1月19日發生火災，並因此倒塌，據Press TV報導有數人受困於瓦礫堆中。

## 歷史
1979年伊朗伊斯蘭革命以後被伊斯蘭革命Mostazafan基金會接管到該棟大樓倒塌為止。

### 火災與倒塌

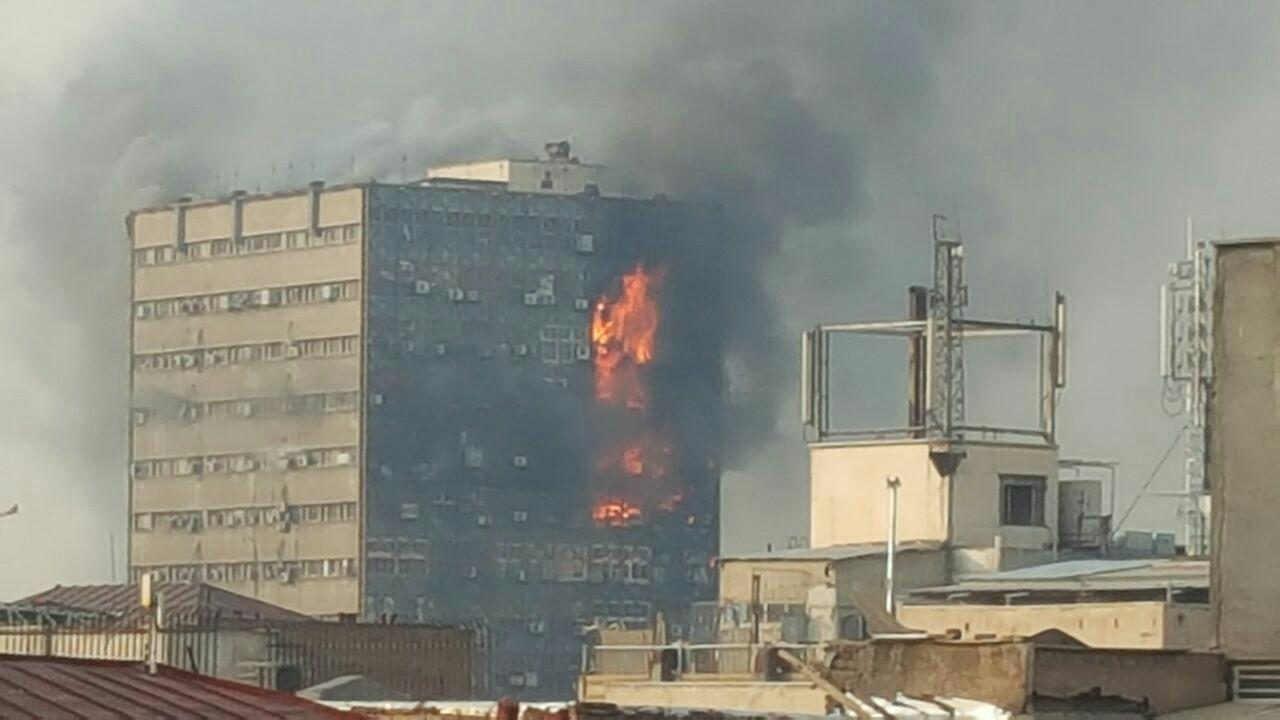
普拉斯科大廈發生火災

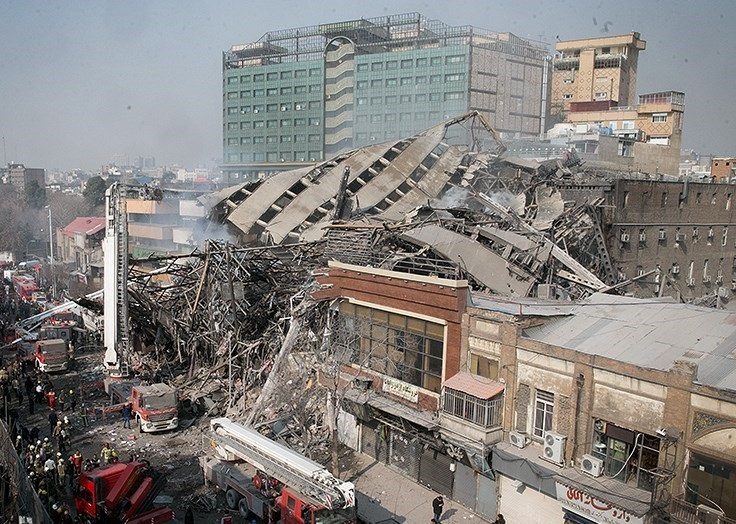
倒塌後的普拉斯科大廈

當地時間2017年1月19日7：50分發生火災，所有在該棟大樓內的人均已疏散。
大樓倒塌的瞬間被Press TV拍攝下來，而該電視台當時負責該棟大樓的救災工作拍攝。

## 照片

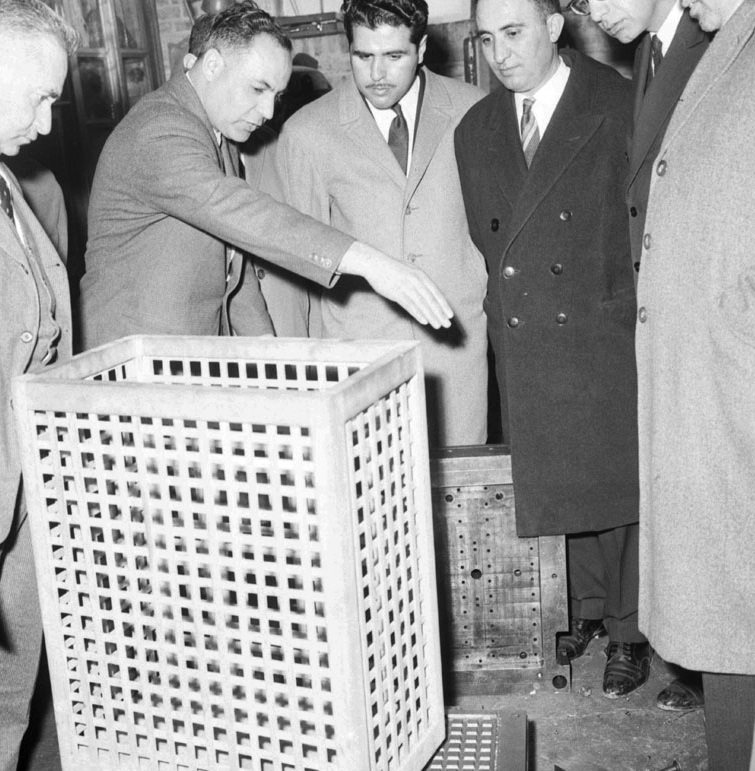
Building's scale model before construction
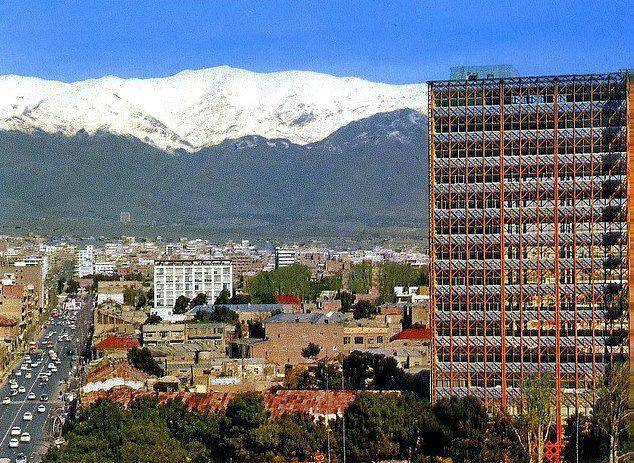
Newly built tower in the 1960s
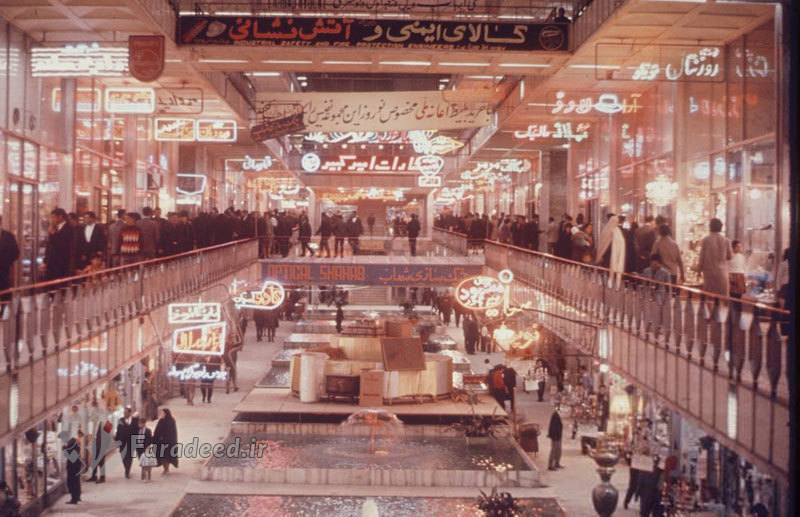
Interior of the building in the 1970s
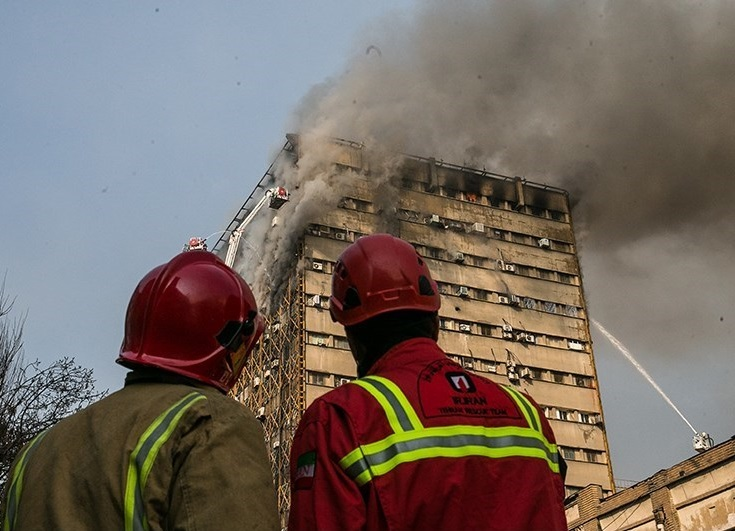
Building on fire on 19 January 2017
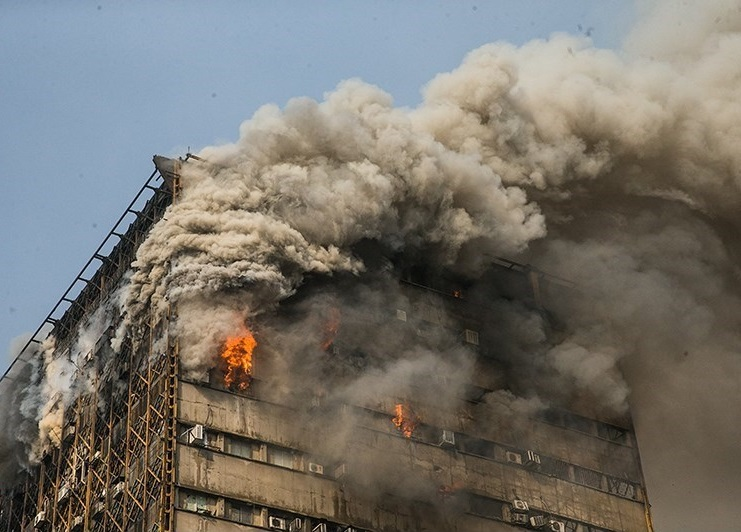
Plasco fire
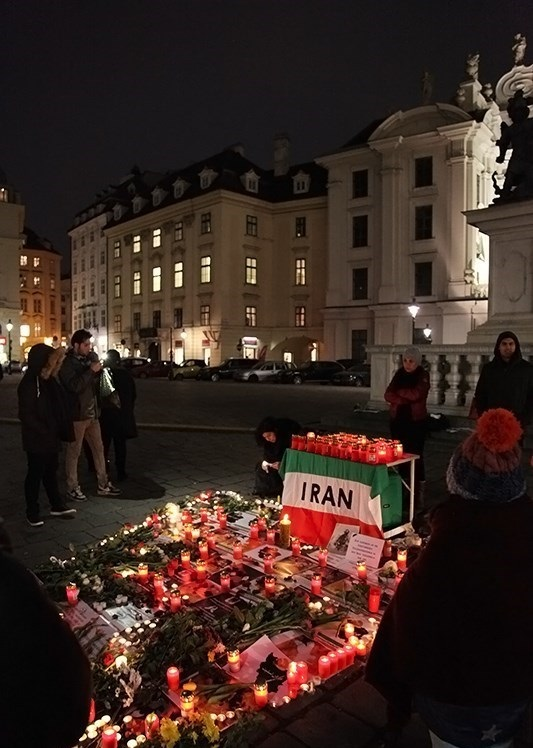
Tribute at Vienna
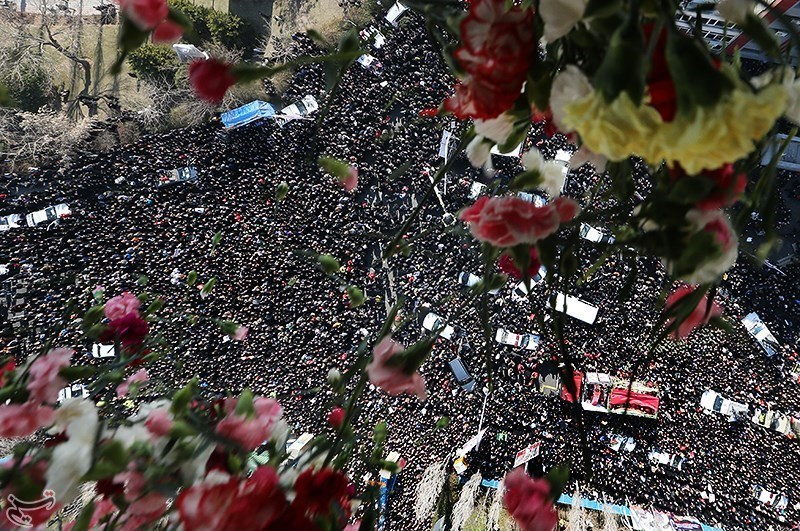
Plasco victims funeral in Tehran 19